# Protoisotoma
Genre
Protoisotoma est un genre fossile de collemboles de la famille des Isotomidae.

## Distribution
Les espèces de ce genre ont été découvertes dans de l'ambre de Birmanie, du Canada et d'Espagne. Elles datent du Crétacé.

## Liste des espèces
Selon Checklist of the Collembola of the World (version du 4 septembre 2019) :
- † Protoisotoma burma Christiansen & Nascimbene, 2006
- † Protoisotoma micromucra Christiansen & Pike, 2002

et
- † Protoisotoma autrigoniensis Sanchez-Garcia & Engel, 2016

## Publication originale
- Christiansen & Pike, 2002 : Cretaceous Collembola (Arthropoda, Hexapoda) from the Upper Cretaceous of Canada. Cretaceous Research, vol. 23, p. 165-188 (en).